# Pholcus parthicus
Pholcus parthicus là một loài nhện trong họ Pholcidae. Loài này được phát hiện ở Iran.